# Gordon Welchman
William Gordon Welchman (Bristol (Inglaterra), 15 de junio de 1906 - Newburyport (Estados Unidos), 8 de octubre de 1985) fue un matemático y criptoanalista británico. Durante la Segunda Guerra Mundial trabajó en el centro secreto de criptografía británico de Bletchley Park, donde fue uno de los colaboradores más importantes.
Acabada la guerra, se trasladó a Estados Unidos, donde trabajó en el diseño de sistemas de comunicaciones militares.

## Biografía
Gordon Welchman, el menor de tres hermanos, nació en Fishponds, Bristol, hijo de William Welchman (1866-1954) y Elizabeth Marshall Griffith. William era sacerdote de la Iglesia de Inglaterra que había sido misionero en el extranjero antes de regresar a Inglaterra como vicario rural, llegando a ser archidiácono de Bristol. Elizabeth era hija de otro sacerdote, el reverendo Edward Moule Griffith.
Welchman se educó en el Marlborough College y luego estudió matemáticas en el Trinity College de Cambridge de 1925 a 1928. En 1929 fue nombrado investigador de Matemáticas en el Sidney Sussex College de Cambridge. En 1932 fue nombrado miembro (fellow) y, más tarde, decano del Colegio.

### Bletchley Park

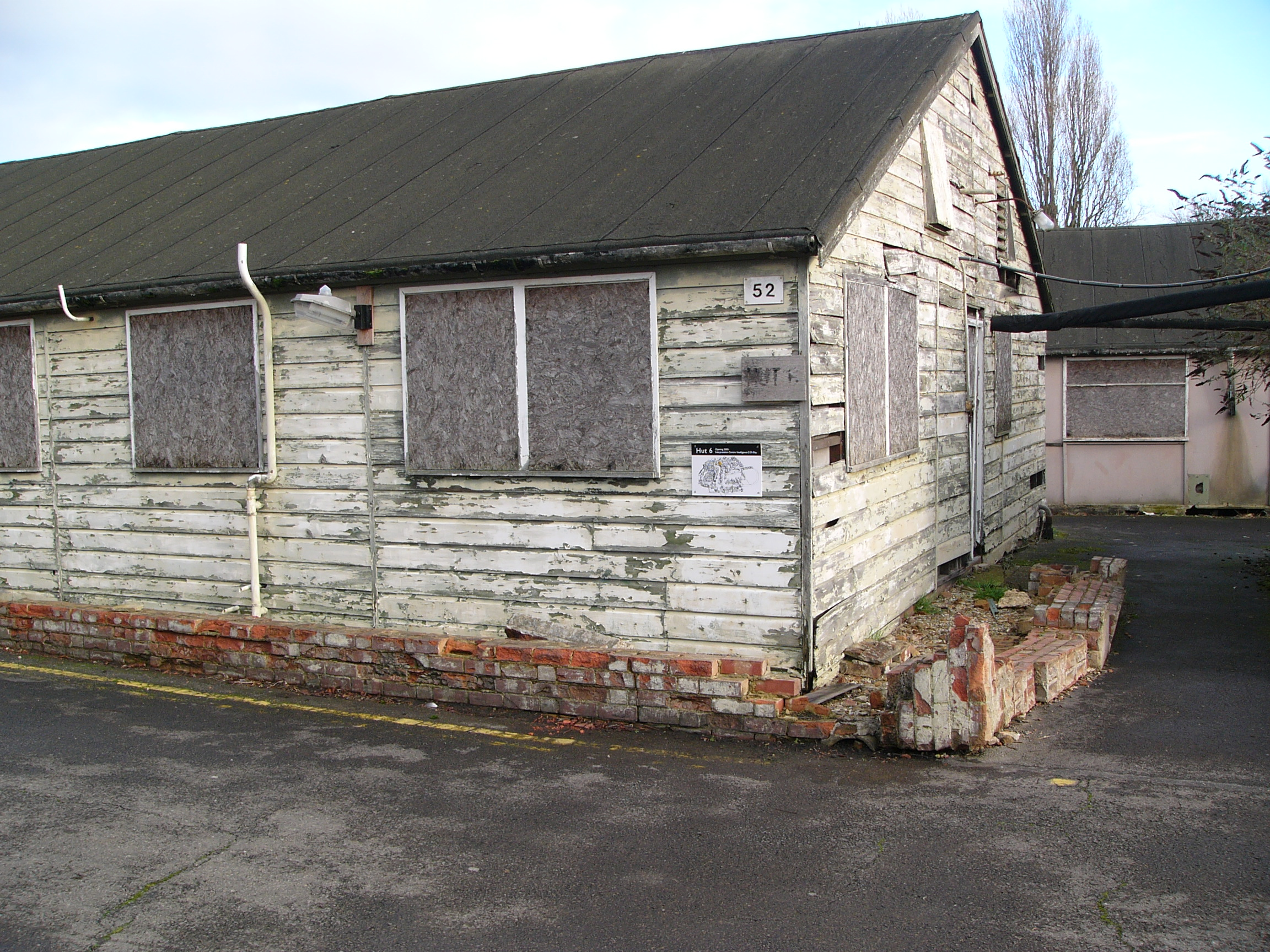
Hut 6 en Bletchley Park en 2004.

Justo antes de la Segunda Guerra Mundial, Welchman fue invitado por el comandante Alastair Denniston a unirse a la Government Code and Cypher School (GCCS) en caso de guerra. La GCCS creó en Bletchley Park (BP) un centro ("Estación X") para el descifrado y análisis de mensajes cifrados del enemigo (en su mayoría alemanes).
Welchman fue uno de los cuatro primeros reclutados en BP, siendo los otros, Alan Turing, Hugh Alexander y Stuart Milner-Barry. Todos ellos hicieron importantes contribuciones y llegaron a ser conocidos como "los tíos malvados". También fueron los cuatro firmantes de una carta dirigida a Winston Churchill en octubre de 1941, en la que pedían más recursos para el trabajo de descifrado de códigos en BP. Churchill respondió con uno de sus comentarios escritos "Action This Day".
Gran parte del trabajo de Welchman en Bletchley Park consistió en el "Análisis de tráfico" de las comunicaciones alemanas cifradas. Se trataba de la recopilación y análisis de datos sobre qué unidades enemigas enviaban y recibían mensajes, incluyendo dónde y cuándo. Este tipo de análisis de metadatos pudo revelar mucho sobre la organización, los movimientos y las actividades del enemigo, incluso cuando se desconociese el contenido de los mensajes. Se atribuye a Welchman el innovador desarrollo de esta técnica.
Sin embargo, las principales contribuciones de Welchman fueron al proceso de descifrar las claves de la máquina alemana Enigma. Welchman se convirtió en jefe de la Hut 6 (Barracón 6), la sección de BP responsable de descifrar los códigos Enigma del Ejército y las Fuerzas Aéreas alemanas.
Los criptoanalistas polacos habían desarrollado la Bomba criptológica, un dispositivo electromecánico para encontrar las configuraciones de Enigma utilizadas por los operadores alemanes y Turing mejoró el diseño polaco. Welchman inventó el "tablero diagonal", un añadido que hizo que la Bombe británica fuera inmensamente más potente.
El "tablero diagonal" explotaba la autorreciprocidad del tablero o panel de conexiones de Enigma; es decir, si en el tablero de conexiones, la letra B está conectada a la letra G, entonces G también está conectada a B. Si se apilan 26 filas de conectores de 26 vías, entonces cualquier punto de conexión puede ser referenciado por su letra de fila y su letra de columna. Un trozo físico de cable puede ahora conectar (fila B elemento G) a (fila G elemento B.) Cada uno de estos cables corre diagonalmente a través del tablero; de ahí su nombre. El tablero diagonal permitía a la "bombe" resolver la configuración del tablero de Enigma, por separado de la configuración de la rueda, lo que reducía considerablemente el tiempo necesario para encontrar la configuración completa.
Como jefe de Hut 6, Welchman también participó estrechamente en otros trabajos que permitieron descifrar Enigma aprovechando las debilidades y lagunas operativas alemanas. Sus concienzudos trabajos y experiencia en esta área, influirían posteriormente para hacer que las comunicaciones fueran seguras. Entre su equipo de mujeres jóvenes estaba Ethel Houston, que más tarde se convertiría en la primera mujer en ser nombrada socia principal de un bufete de abogados escocés.
Welchman dejó Hut 6 en 1943 para convertirse en director adjunto de Mecanización. Sus responsabilidades en este puesto incluían la construcción, el despliegue y el funcionamiento de "bombes" adicionales. Al final de la guerra, cientos de "bombes" estaban en uso en BP y en emplazamientos satélite. Welchman también era responsable del enlace criptográfico con Estados Unidos, que construyó y utilizó "bombes" adicionales. Era responsable de asegurarse de que las bombes británicas y estadounidenses no desperdiciaran el trabajo con las mismas claves, y de que todas las soluciones de un grupo se comunicaran al otro.
Su principal interés en esos momentos era el desarrollo de máquinas similares para atacar cifrados alemanes más avanzados, como el Geheimschreiber. Welchman fue enviado a Estados Unidos en el Queen Mary en febrero de 1944, y fue asignado a la "mesa del capitán" 'junto con el productor de cine Alexander Korda y un ministro del gabinete británico, que parecía ofendido de su presencia en la mesa ya que "no parecía estar haciendo nada importante". Cuando llegaron a Nueva York y se anunció por radio: "¿Podrían desembarcar el sr. Alexander Korda y el sr. Gordon Welchman?" Welchman observó la "cara de asombro" del ministro.
Welchman fue condecorado con la Orden del Imperio Británico en 1944. The London Gazette lo describió como William Gordon Welchman, Esq., Empleado en un Departamento del Ministerio de Asuntos Exteriores.

### Posguerra
Tras el final de la guerra, Welchman ocupó el antiguo puesto de Hugh Alexander como director de investigación de la John Lewis Partnership. En 1948 se trasladó a Estados Unidos. En 1951, Welchman impartió el primer curso de programación informática en el Instituto de Tecnología de Massachusetts, y Frank Heart fue uno de sus alumnos. A continuación, trabajó para Remington Rand y Ferranti. En 1962, Welchman se nacionalizó estadounidense y ese año se incorporó a Mitre Corporation, donde trabajó en sistemas de seguridad de las comunicaciones para el ejército estadounidense. Se jubiló en 1971, pero fue contratado como consultor.
En 1982 se publicó su libro The Hut Six Story, inicialmente por McGraw-Hill en Estados Unidos y por Allen Lane en Gran Bretaña. La Agencia de Seguridad Nacional (NSA) lo desaprobó. El libro no fue prohibido, pero Welchman perdió sus autorizaciones de seguridad estadounidense y británica y, por tanto, sus servicios de consultoría con Mitre, prohibiéndole hablar del libro o de su trabajo en tiempos de la guerra. El impacto en Welchman de la retirada de su autorización de seguridad por parte de la NSA ha sido descrito como "devastador".
Welchman murió en 1985. Sus conclusiones finales y correcciones a la historia del descifrado de códigos en tiempos de guerra se publicaron póstumamente en 1986 en el artículo "From Polish Bomba to British Bombe: the birth of Ultra" en Intelligence & National Security, vol 1, n.º l. El artículo se incluyó en la edición revisada de The Hut Six Story publicada en 1997 por M & M Baldwin.

### Vida personal
En 1937 Welchman se casó con Katharine Hodgson, músico profesional, hija de Francis Faith Hodgson, capitán del ejército indio. La pareja tuvo un hijo y dos hijas.
En 1959 Welchman se divorció de Katharine y se casó con la pintora cubista estadounidense Fannie Hillsmith. El matrimonio duró hasta 1970. Fannie era hija de Clarence Hillsmith, un ingeniero consultor de New Hampshire.
En 1972 se casó con Elisabeth Huber, hija de Anton Wilhelm Huber, propietario de un aserradero y contratista de carpintería de Baviera, y de Myrtle Octavia Hussey, prima segunda de Welchman.

## Legado
Gordon Welchman fue el protagonista de un documental de la BBC en 2015, titulado Bletchley Park: Code-breaking's Forgotten Genius y como The Codebreaker Who Hacked Hitler cuando se emitió en el Smithsonian Channel en Estados Unidos. El documental señala que el análisis del tráfico se conoce ahora como "análisis de redes" y análisis de "metadatos" y pone como ejemplo la localización de Osama bin Laden mediante el uso del análisis de redes.
El 26 de septiembre de 2016, su hija, Susanna Griffiths, descubrió una placa azul en la iglesia de Santa María de Fishponds, en Bristol. En su intervención en el acto, el director del Government Communications Headquarters (GCHQ), Robert Hannigan, reconoció el duro trato que había recibido Welchman y rindió homenaje a su "inmensa contribución" como "gigante de su época".